# USS Aaron Ward (DD-483)
Lo USS Aaron Ward (hull classification symbol DD-483) fu un cacciatorpediniere della United States Navy, entrato in servizio nel marzo 1942, in piena seconda guerra mondiale, come parte della classe Gleaves.
Inviato a prendere parte alle operazioni sul fronte dell'oceano Pacifico, il cacciatorpediniere partecipò ai duri scontri della campagna di Guadalcanal. Pesantemente danneggiato nel corso della prima battaglia navale di Guadalcanal del 12-13 novembre 1942, il cacciatorpediniere fu infine affondato il 7 aprile 1943 al largo delle Isole Florida ad opera di velivoli giapponesi, durante le prime fasi dell'operazione I-Go.

## Storia

### Entrata in servizio

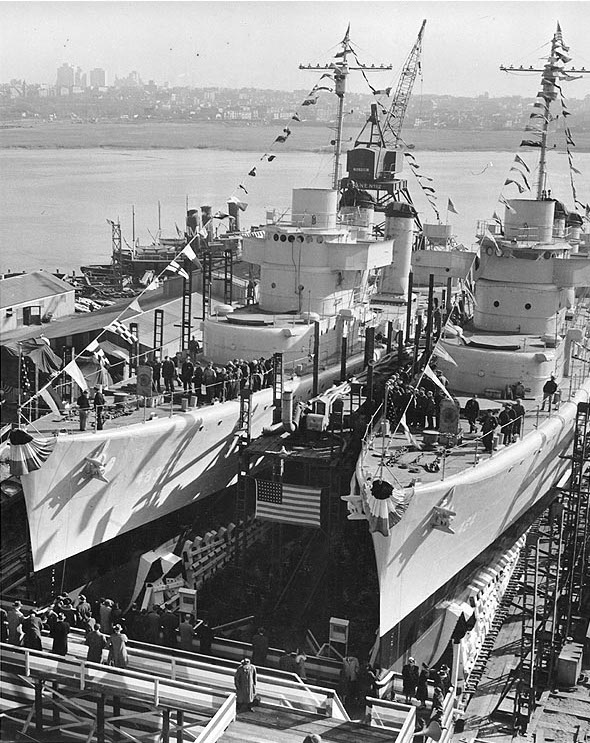
L'Aaron Ward (a sinistra) e il gemello poco prima del loro varo il 22 novembre 1941

Impostata l'11 febbraio 1941 nei cantieri della Federal Shipbuilding and Drydock Company di Kearny in New Jersey, la nave venne varata il 22 novembre 1941 con il nome di Aaron Ward in onore dell'omonimo contrammiraglio statunitense veterano della guerra ispano-americana; madrina del varo fu Hilda Ward, figlia di Aaron Ward. La nave entrò quindi ufficialmente in servizio il 4 marzo 1942, svolgendo manovre di addestramento al largo di Casco Bay nel Maine e lavori di messa a punto al New York Navy Yard prima di salpare, il 20 maggio 1942, alla volta dell'Oceano Pacifico dove erano in pieno svolgimento gli scontri tra Stati Uniti e Impero giapponese.
Transitato per il canale di Panama, l'Aaron Ward raggiunse San Diego per unirsi alla Task Force 1 del viceammiraglio William S. Pye; dopo operazioni di scorta al traffico navale lungo la West Coast, la nave diresse alle Hawaii il 30 giugno 1942, per poi fare rotta per Tonga in forza alla Task Force 18. Da Tonga l'Aaron Ward diresse, all'inizio di agosto, a Noumea nella Nuova Caledonia di scorta alla petroliera Cimarron; nel corso del viaggio il cacciatorpediniere lanciò, il 5 e 6 agosto, due attacchi con bombe di profondità contro supposti sommergibili giapponesi, ma pur rivendicando due possibili affondamenti l'analisi dei registri nel dopoguerra smentì alcun successo ai danni del nemico. Da Noumea il cacciatorpediniere fu distaccato per operare nella zona delle isole Salomone, dove erano in corso pesanti scontri tra statunitensi e giapponesi; assegnato alla scorta della portaerei USS Wasp, fu presente il 15 settembre 1942 all'affondamento dell'unità da parte del sommergibile giapponese I-19.

### La campagna di Guadalcanal

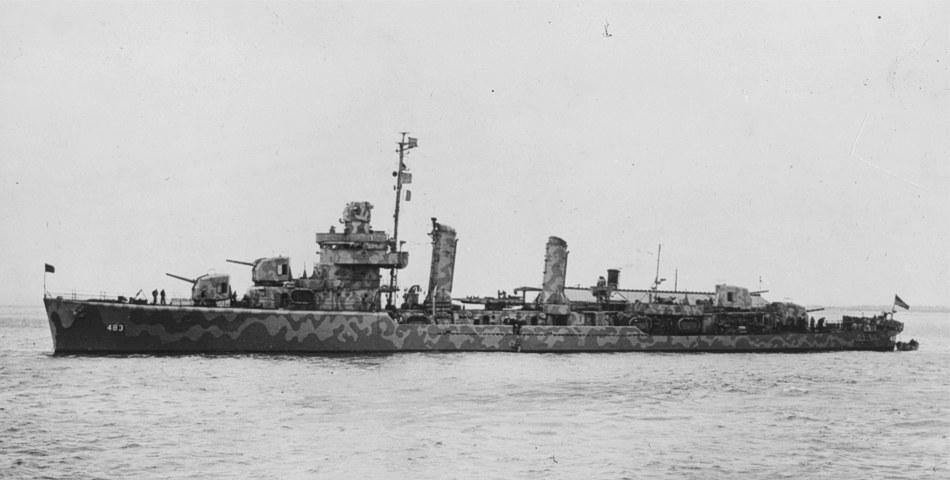
L'Aaron Ward fotografato in navigazione nel 1942

Il 17 ottobre 1942 l'Aaron Ward diresse a Guadalcanal per svolgere una missione di bombardamento costiero in appoggio alle locali truppe statunitensi, impegnate in duri scontri a terra con le forze giapponesi. Raggiunta la costa dell'isola per imbarcare un ufficiale di collegamento dei marine incaricato di indicare i bersagli da attaccare, il cacciatorpediniere fu attaccato da cinque velivoli giapponesi: la nave riuscì a evitare di poco una serie di bombe, mentre i cannonieri dell'artiglieria antiaerea a terra e dello stesso cacciatorpediniere rivendicarono l'abbattimento di tre apparecchi nemici. Imbarcato quindi un ufficiale dei marine e la guida locale Martin Clemens, l'Aaron Ward diresse verso le postazioni giapponesi di Punta Lunga, bombardandole per tre ore e causando diversi danni prima di sganciarsi e rientrare nei ranghi della sua Task Force.
Tre giorni dopo, il 20 ottobre, l'Aaron Ward corse in soccorso dell'incrociatore pesante USS Chester, appena silurato dal sommergibile giapponese I-176 al largo delle Salomone; il cacciatorpediniere tentò un attacco con bombe id profondità ai danni del sommergibile nemico ma senza successo, per poi scortare in salvo a Espiritu Santo il danneggiato Chester. Il 30 ottobre il cacciatorpediniere tornò al largo di Guadalcanal per condurre una missione di bombardamento costiero come parte del Task Group 64.4 del contrammiraglio Norman Scott, composto dall'incrociatore USS Atlanta e altri tre cacciatorpediniere; la formazione cannoneggiò per due ore le postazioni giapponesi sull'isola, con il solo Aaron Ward che sparò 711 colpi di artiglieria. In seguito, tra l'11 e il 12 novembre il cacciatorpediniere scortò delle navi da trasporto dirette a Guadalcanal, rivendicando l'abbattimento di tre velivoli nemici che avevano tentato attacchi al convoglio.
La notte tra il 12 e il 13 novembre 1942, sempre assegnato in forza al Task Group 62.4 del contrammiraglio Scott, l''Aaron Ward venne coinvolto negli eventi della prima battaglia navale di Guadalcanal: la formazione statunitense si imbatté in una squadra navale giapponese diretta a sbarcare truppe a Guadalcanal, dando luogo a una confusa mischia nel buio che si concluse con un bilancio molto pesante per le forze della US Navy. Dopo aver avvistato le navi nemiche sul suo radar, l'Aaron Ward sparò varie salve di artiglieria ai danni del cacciatorpediniere Akatsuki, bersagliato contemporaneamente da numerose unità statunitensi e quindi colato a picco; pochi minuti dopo fu invece l'unità statunitense a ritrovarsi nel mezzo del fuoco nemico, e l''Aaron Ward incassò nove colpi di grosso calibro che distrussero la centrale di direzione del tiro e i controlli del timone. Allontanatosi in qualche modo dal luogo dello scontro, il cacciatorpediniere finì con l'immobilizzarsi dopo che l'acqua di mare ebbe penetrato nei locali macchine; alle prime luci del 13 novembre il rimorchiatore USS Bobolink giunse per fornire assistenza, anche se fuoco dalla lunga distanza partito dalla nave da battaglia Hiei (danneggiata nel precedente scontro e immobilizzata nelle vicinanze) causò ancora alcuni danni all'Aaron Ward. Dopo che aerei statunitensi da Guadalcanal ebbero dato il colpo di grazia alla Hiei, il Bobolink prese a rimorchio l'immobile Aaron Ward e lo trainò in salvo nella base di Tulagi.

### L'affondamento

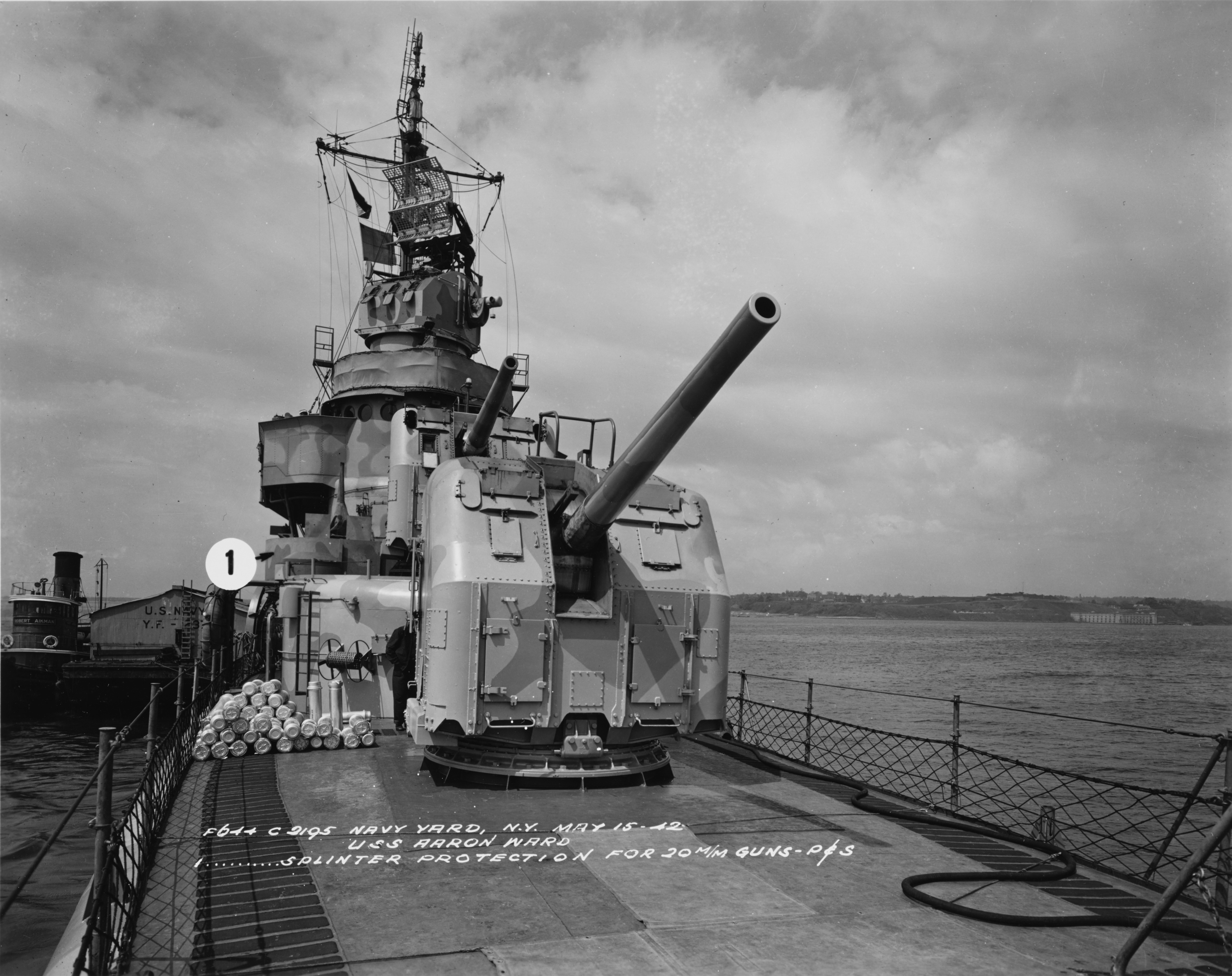
Veduta ravvicinata dei pezzi da 127 mm di prua dell'Aaron Ward

Dopo aver ricevuto riparazioni d'emergenza a Tulagi, l'Aaron Ward salpò per le Hawaii raggiungendo Pearl Harbor il 20 dicembre; completati i lavori di risistemazione, il cacciatorpediniere si riunì alla flotta il 6 febbraio 1943 riprendendo le missioni di scorta al traffico navale statunitense nelle acque delle Salomone. Il 20 marzo i cannonieri dell'unità aiutarono a respingere un attacco aereo giapponese contro un piccolo convoglio statunitense.
La mattina del 7 aprile l'Aaron Ward salpò per scortare la nave da trasporto veloce Ward e tre Landing Ship Tank dalle Isole Russell all'Isola di Savo. Giunto nelle vicinanze di Tulagi, alle 13:30 il cacciatorpediniere fu distaccato dal piccolo convoglio per fornire copertura al LST-449 in navigazione al largo di Togoma Point a Guadalcanal, dopo notizie circa l'imminenza di un massiccio attacco aereo giapponese nella zona; dopo aver avvistato segni di un combattimento aereo in corso sopra l'isola di Savo, poco dopo le 14:00 il cacciatorpediniere avvistò una formazione di velivoli nipponici diretti ad attaccare Tulagi da sud. Tre apparecchi giapponesi si lanciarono all'attacco dell'Aaron Ward con il sole alle spalle, e nonostante una virata improvvisa accompagnata da un pesante fuoco antiaereo il cacciatorpediniere fu raggiunto dall'esplosione di tre ordigni: il primo colpo cadde nelle vicinanze dello scafo, aprendovi delle falle e causando l'allagamento della sala caldaie anteriore; la seconda bomba centrò la sala macchine, causando una perdita energia elettrica ai supporti dei pezzi di artiglieria che dovettero quindi essere manovrati in manuale; una terza bombe cadde in acqua sul lato sinistro, causando una falla in corrispondenza della sala macchine di poppa. Venti uomini dell'equipaggio rimasero uccisi nell'attacco, con altri 59 feriti e sette dati per dispersi.
Privo di potenza e di controllo sul timone, il cacciatorpediniere quasi indifeso fu assalito da un altro trio di bombardieri giapponesi, anche se solo due ordigni caddero nelle vicinanze dello scafo. Nonostante l'arrivo della nave appoggio Ortolan e del rimorchiatore Vireo, il cacciatorpediniere iniziò lentamente a sprofondare e venne abbandonato; si tentò di portare lo scafo immobile a incagliare sulla costa delle vicine Isole Florida, ma alla fine l'Aaron Ward affondò alle 21:35 nella posizione 9° 10' S, 160° 12' E.